# Diadocidia globosa
Diadocidia globosa är en tvåvingeart som beskrevs av Papp och Sevcik 2005. Diadocidia globosa ingår i släktet Diadocidia och familjen slemrörsmyggor.
Artens utbredningsområde är Taiwan. Inga underarter finns listade i Catalogue of Life.